# 酒井了
酒井 了（さかい りょう、1975年（昭和50年）3月28日 - ）は、日本の政治家、国土交通官僚。土木技官。大阪府貝塚市長。

## 来歴
大阪府貝塚市出身。清風南海高校卒業。高校生の時、自分の仕事が地図上に表れていく都市計画を学べる土木工学に進路を決めた。
早稲田大学理工学部土木工学科卒業、早稲田大学大学院理工学研究科修了。
2000年、旧建設省に入省し、都市局畑を歩んだ。
福岡県建築都市部都市計画課長、岡山県倉敷市技監、埼玉県本庄市副市長などを歴任した。
2021年12月24日、貝塚市長選挙に大阪維新の会公認で立候補すると表明。
2022年1月30日に行われた市長選で、自由民主党・立憲民主党の推薦を得た前市議の田中学を破り、初当選した。